# Ивница (Житомирская область)
И́вница (укр. Івниця) — село в Андрушёвском районе Житомирской области Украины. 
Через село проходит железнодорожная линия Житомир — Фастов I, на южной окраине села расположен остановочный пункт Ивница.
В селе протекает река Ивянка (приток р. Тетерева).
Основано в 1683 году.
Код КОАТУУ — 1820384801. Население по переписи 2001 года составляет 1644 человека. Почтовый индекс — 13420. Телефонный код — 4136. Занимает площадь 30,606 км².

## Ивницкий парк
Достопримечательность села — усадьба второй половины XVIII — начала XX вв. Расположена среди старинного парка, взятого под государственную охрану. Принадлежала барону де Шодуару, позже — Н. И. Терещенко. Ансамбль усадьбы составляют парадные въездные ворота, три башни ограды (четвёртая не сохранилась) и хозяйственное здание. Двухэтажный дворец усадьбы был разобран в 19 веке.

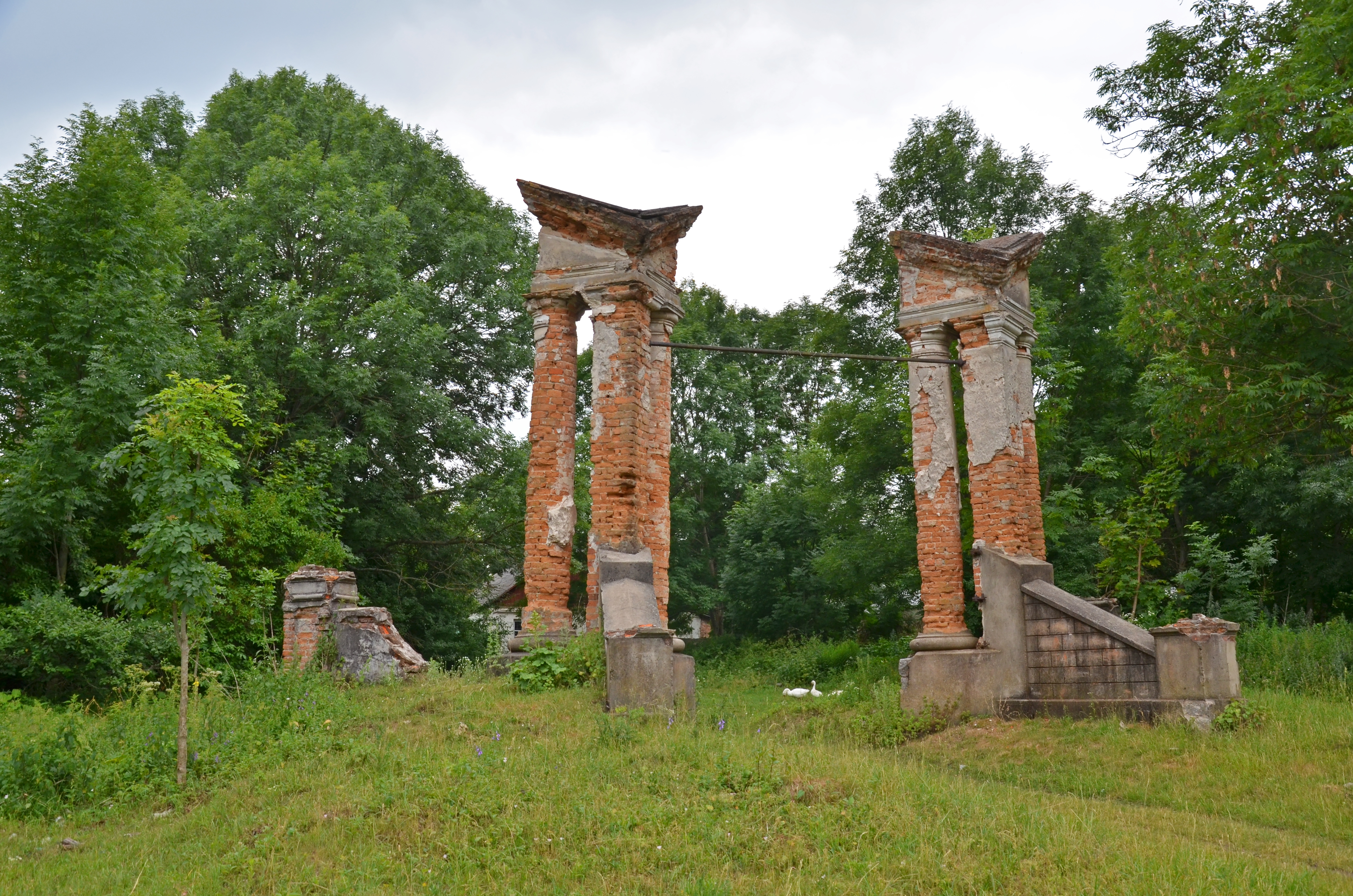
Въездные ворота усадьбы
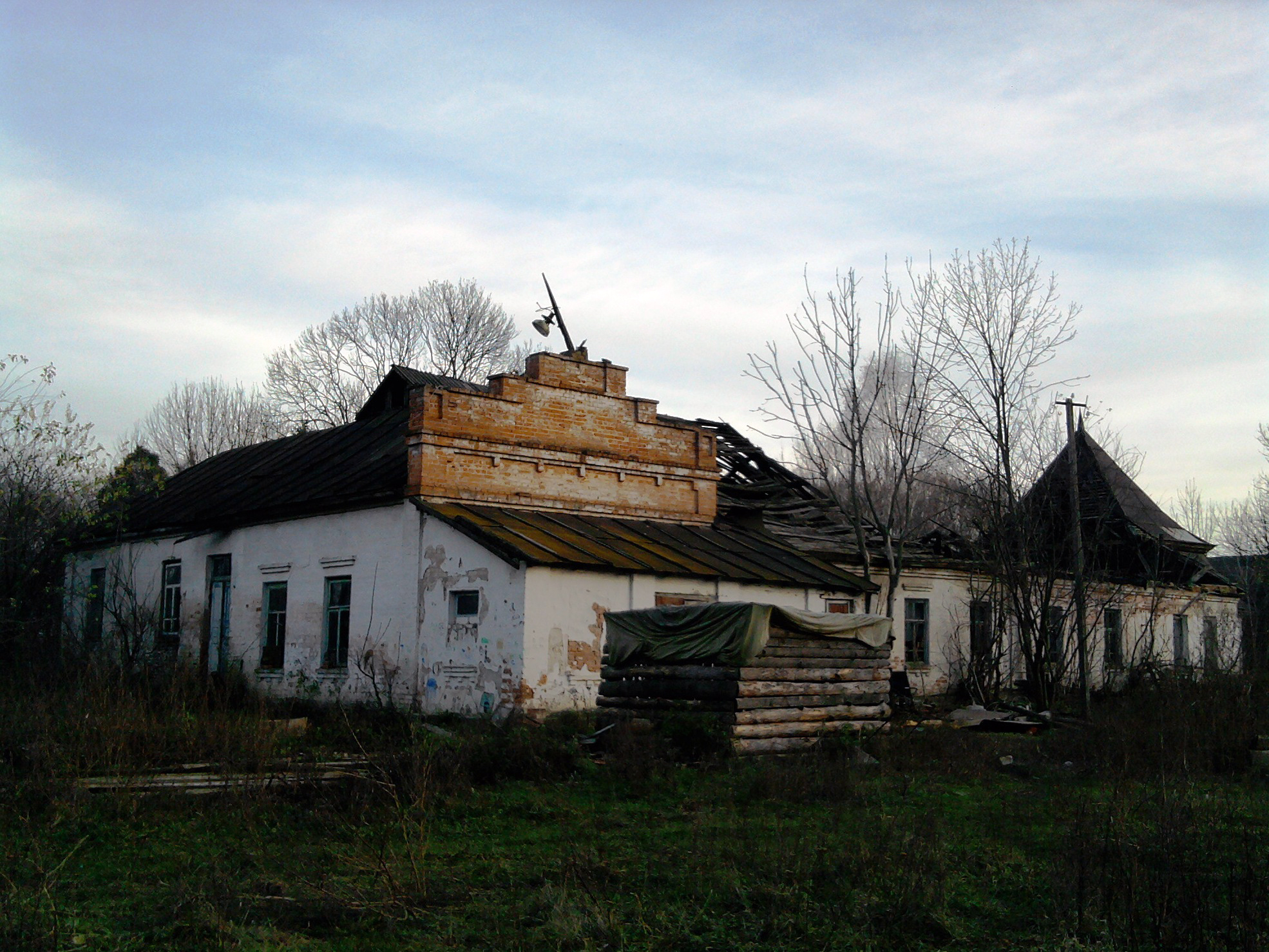
Хозяйственное здание усадьбы
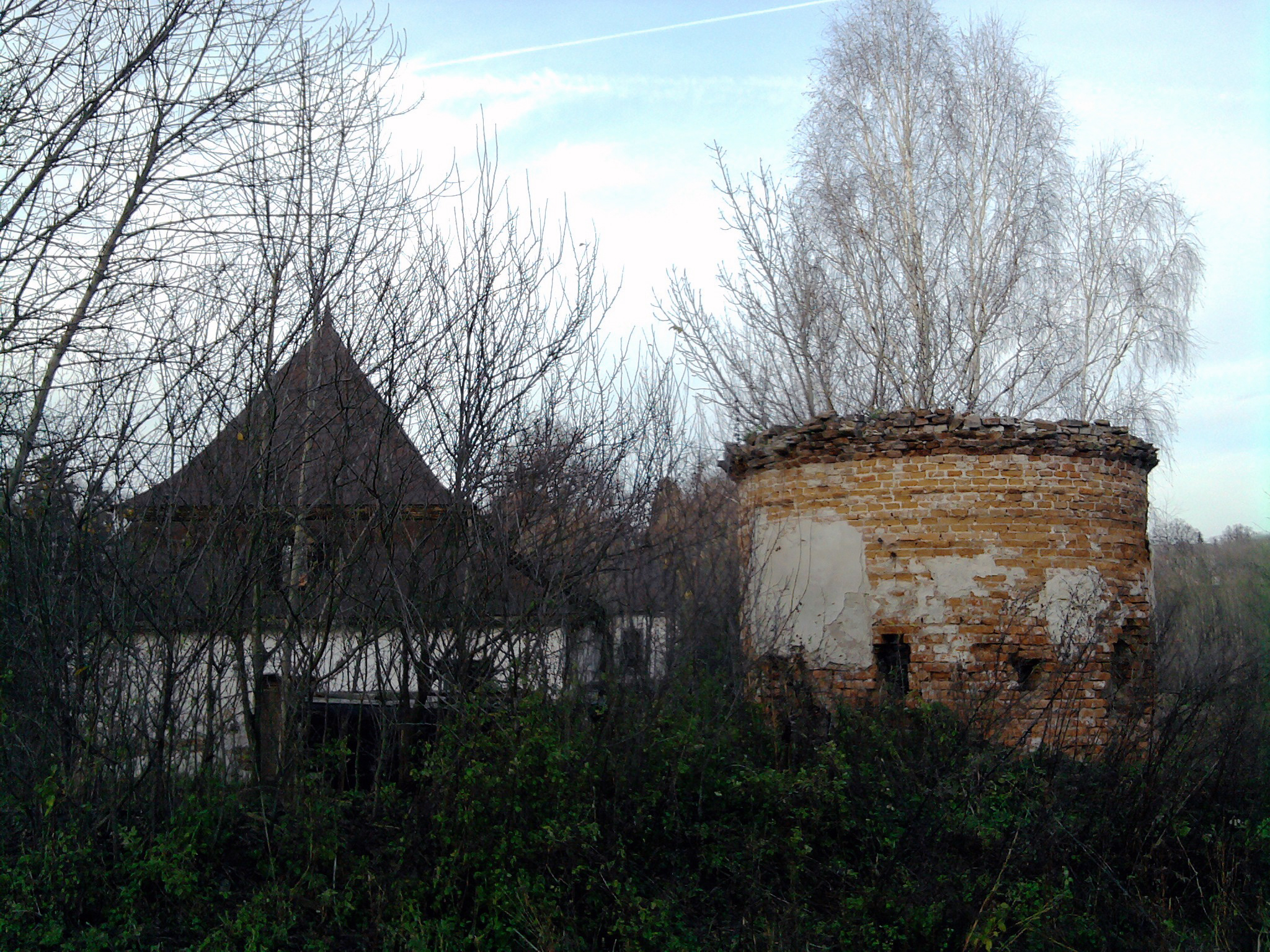
Башня ограды усадьбы
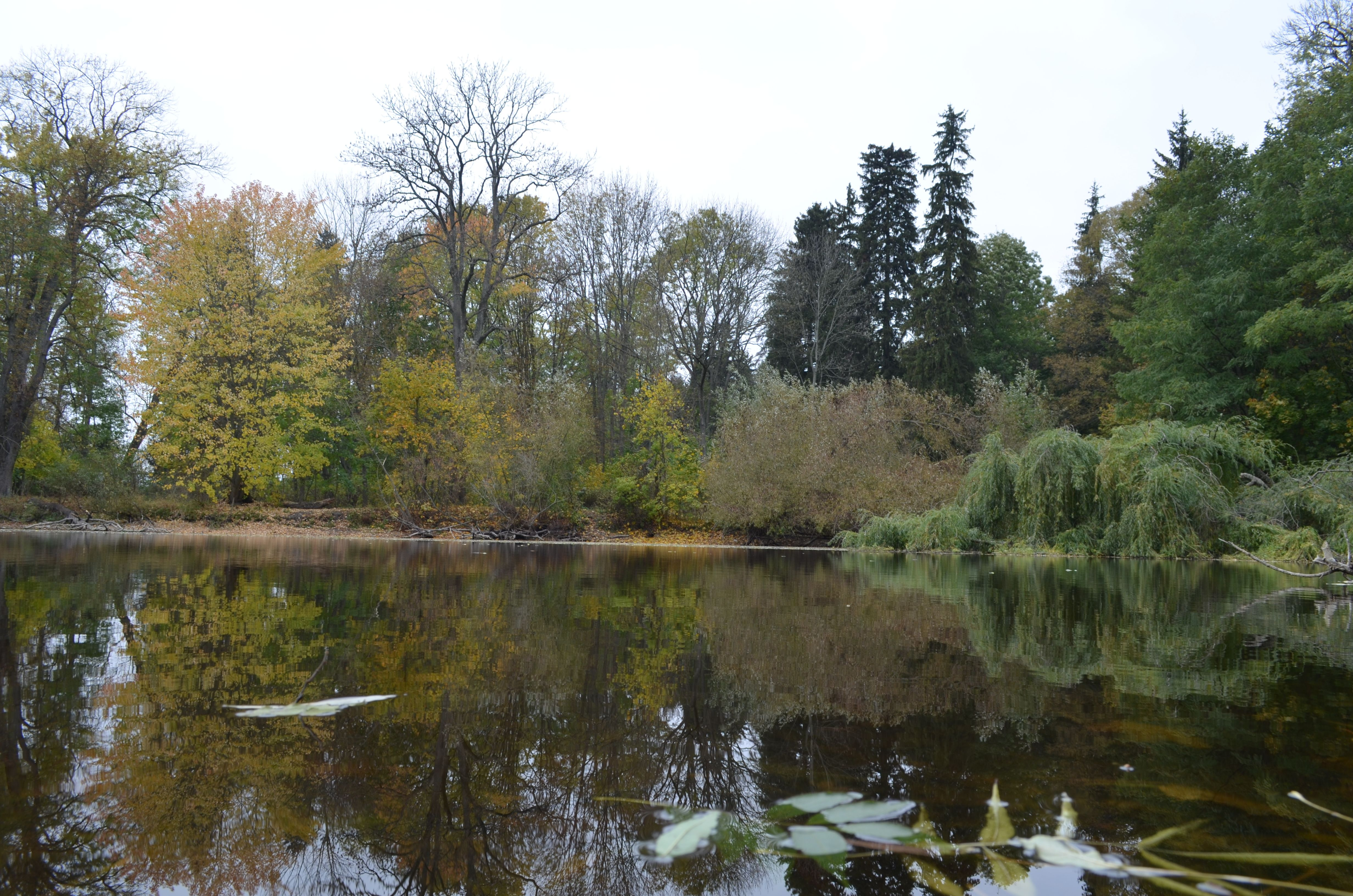
Ивницкий парк

## Известные люди
- Альперт, Яков Львович — советский и американский (с 1987 г.) радиофизик.
- Бялик, Хаим Нахман — еврейский поэт, классик еврейской литературы.
- Вересков, Виктор Александрович — Герой Советского Союза, был смертельно ранен в бою за село и похоронен здесь же.
- Игнатюк, Марк Александрович — крестьянин, член II Государственной думы от Волынской губернии.
- Федорчук, Павел Степанович — Герой Советского Союза.
- Шодуар, Иван Максимилианович — барон.

## Адрес местного совета
с. Ивница, ул. Ленина, 1

## Сноски
1. ↑  Памятники градостроительства и архитектуры Украинской ССР: иллюстрированный справочник-каталог в четырех томах, Н. Л. Жариков. Том 2. Киев, "Будівельник", 1983 - стр. 146 - 262 с.